# Funeral Killers
Pour plus de détails, voir Fiche technique et Distribution.
Funeral Killers (沉默的證人 Chen mo de zheng ren) est un thriller sino-hongkongais réalisé par Renny Harlin, sorti en 2019.

## Synopsis
Lors d'un réveillon de Noël pluvieux, Chen, médecin légiste, s'isole avec son assistante, Lynn, pour autopsier un cadavre. Mais leur routine est chamboulée lorsque trois hommes masqués et armés pénètrent dans la morgue. Ils les obligent à retirer une balle logée dans le cadavre d'une call-girl, qui n'est d'autre que la fille du patron de la Triade. Dès lors, Chen comprend qu'ils veulent faire disparaître la preuve et leur fait croire que la balle a traversé le corps et qu'elle est toujours sur le lieu du crime qu'ils ont commis. Les tueurs découvrent que Chen tente de les manipuler et deviennent de plus en plus violents. Mais les légistes réussissent à se libérer et, secondés par l'agent de sécurité, essaient de piéger et d'éliminer les assassins.

## Fiche technique
Sauf indication contraire, les informations mentionnées dans cette section peuvent être confirmées par la base de données cinématographiques IMDb,  présente dans la section « Liens externes ».
- Titre original : 沉默的證人 (Chen mo de zheng ren)
- Titre français : Funeral Killers
- Titre anglophone international : Bodies at Rest
- Réalisation : Renny Harlin
- Scénario : David Lesser
- Montage : Cheung Ka-fai
- Musique : Anthony Chue
- Photographie : Anthony Pun Yiu Ming
- Production : Kim-Fung Cheng, Lei Qiao et Fei Xiao
- Sociétés de production : Media Asia Entertainment Group et Wanda Pictures
- Sociétés de distribution : Intercontinental Film Distributors (Hong Kong), Media Asia Entertainment Group et Wanda Pictures (Chine), Seven 7 / Swift Productions (France, vidéo)
- Pays d'origine :  Hong Kong,  Chine
- Langues originales : mandarin, cantonais
- Format : couleur
- Genre : Thriller
- Durée : 94 minutes
- Dates de sortie  :
  -  Hong Kong : 18 mars 2019 (festival international du film de Hong Kong)
  -  Chine : 16 août 2019
  -  France : 15 juillet 2020 (directement en vidéo)

## Distribution
- Nick Cheung : Chen Jia Hao
- Richie Ren : Santa
- Yang Zi : Lynn
- Carlos Chan : Elf
- Ma Shuliang : oncle Jin
- MC Jin : Wei Zai
- Jiayi Feng : Rudolph
- Roger Kwok : Ah Jie
- Sonija Kwok : la femme décédée de Chen
- Clara Lee : Zheng Anqi
- Peng Ming : officier Wu
- Ron Ng : officier Li

## Production
Le tournage a lieu à Hong Kong et Pékin.

## Accueil
Le film reçoit des critiques globalement positives. Sur l'agrégateur américain Rotten Tomatoes, il récolte 80% d'opinions favorables pour 5 critiques et une note moyenne de 6,33⁄10.